# Merrill Lynch
Merrill Lynch & Co., Inc. (ML) ist seit dem 1. Januar 2009 eine vollständige Tochtergesellschaft der Bank of America Corporation und innerhalb des Konzerns für das Geschäft mit vermögenden Privatkunden, Investmentbanking und das Kapitalmarktgeschäft verantwortlich. Unter der Marke Bank of America Merrill Lynch führt die Bank of America das Investmentbanking fort. Merrill Lynch hat seinen Unternehmenssitz in New York City, 250 Vesey Street, und weitere Büros in über 40 Ländern, wobei sich die Zentrale für Europa, den Nahen Osten und Afrika in London befindet.

## Geschichte
Das Kreditinstitut wurde am 6. Januar 1914 durch Charles E. Merrill in der New Yorker Wall Street eröffnet. Im gleichen Jahr trat Edmund C. Lynch in das Unternehmen ein. 1915 wurde die Bank in „Merrill Lynch & Co“ umbenannt. In den 1920er Jahren wurden weitere Büros in Detroit, Chicago, Denver und Los Angeles eröffnet und es begann eine rasche Expansion, die unter anderem durch frühe Warnungen vor dem Börsencrash 1929 begünstigt wurde. Im Jahr 1971 ging Merrill Lynch an die Börse. Die Geschichte von Merrill Lynch und seines Gründers Charles Merrill ist untrennbar mit der Demokratisierung der amerikanischen Aktienkultur verbunden.
1930 führte Charles E. Merrill das Unternehmen durch eine umfassende Umstrukturierung, indem er das Retail-Brokerage-Geschäft des Unternehmens in E. A. Pierce & Co. ausgliederte, um sich auf das Investmentbanking zu konzentrieren. Während der 1930er Jahre blieb E.A. Pierce das größte Maklerunternehmen in den USA. Das Unternehmen, das von Edward A. Pierce, Edmund Lynch und Winthrop Smith geführt wurde, erwies sich als eines der innovativsten der Branche und führte IBM-Maschinen in die Buchführung des Unternehmens ein. Außerdem kontrollierte E.A. Pierce bis 1938 das größte Leitungsnetz mit einem privaten Netz von über 23.000 Meilen Telegrafendrähten. Diese Drähte wurden in der Regel für Börsenaufträge verwendet.
Im Jahr 2006 fusionierte Merrill Lynch sein Investment-Management-Geschäft mit dem Finanzunternehmen BlackRock in eine neue Gesellschaft, an der Merrill Lynch die Hälfte (49,8 %) der Anteile hält. BlackRock wurde dadurch zu einem der weltgrößten Asset Management-Unternehmen mit verwalteten Vermögenswerten von 1,4 Billionen US-Dollar. BlackRock nutzt den Produktnamen „Merrill Lynch“ z. B. für Investmentfonds ihrer Kapitalanlagegesellschaft „Merrill Lynch International Investment Funds“ (MLIIF).
Im Zuge der US-Immobilienkreditkrise musste die Bank im Geschäftsjahr 2007 bilanzielle Wertberichtigungen in Höhe von 23,2 Mrd. US-Dollar an ihrem Bestand von US-amerikanischen Collateralized Debt Anleihen (CDO) und Subprime-Krediten vornehmen. Der damalige CEO Stanley O’Neal musste das Unternehmen aufgrund dieser Entwicklung Ende Oktober 2007 verlassen.
Merrill Lynch und Bank of America kündigten im September 2008 den Zusammenschluss beider Institute an, der am 1. Januar 2009 vollzogen wurde, indem eine Merrill Lynch-Aktie gegen 0,8595 Bank-of-America-Aktien getauscht wurden, was auf Basis der Aktienkurse unmittelbar vor Ankündigung der Übernahme einer Übernahmeprämie von 70 % entspricht. Der bis zur Übernahme amtierende Merrill Lynch Chairman und CEO John Thain war in der kombinierten Bank für den Bereich Global Banking, Securities and Wealth Management verantwortlich. Er wurde wegen später entdeckter Milliardenlöcher bei Merrill Lynch Ende Januar 2009 zum Rücktritt gezwungen.
Nach Klagen von 1200 dunkelhäutigen Mitarbeitern wegen rassistischer Diskriminierung ließ sich Merrill Lynch 2013 auf einen Vergleich über 160 Millionen Dollar ein.

## Struktur
Merrill Lynch gliedert sich in die zwei Kernbereiche „Global Markets & Investment Banking Group“ (GMI) und „Global Wealth Management“ (GWM) und bietet damit eine umfassende Palette an Dienstleistungen für Privatanleger, institutionelle Investoren sowie Unternehmen.
Im Kapitalmarktgeschäft einschließlich Emission und Handel von Wertpapieren und Derivaten als auch im Beratungsgeschäft für Unternehmen, Regierungen, institutionelle und private Investoren ist Merrill Lynch eine der führenden globalen Investmentbanken.

## Merrill Lynch in Deutschland
Nach der Übernahme durch die Bank of America tritt Merrill Lynch in Deutschland unter dem Namen „Bank of America Merrill Lynch“ auf. Gesellschafter ist die „Merrill Lynch International“ in London, dessen Geschäftsführung Europachef Alex Wilmot-Sitwell als Chairman vorsteht.
Der Standort Deutschland umfasst im Wesentlichen die Global Markets und Investmentbanking Aktivitäten wie die Beratung im Bereich Fusionen und Übernahmen (M&A), Börsengänge und Kapitalerhöhungen (ECM) sowie Fremdkapitalaufnahmen (DCM). Im Bereich Asset Management bietet BofAML ein breites Spektrum an Anlagezertifikaten und Anleihen sowie speziellen Asset Management Fonds.
Für Privatanleger bietet Merrill Lynch eine Vielzahl von Zertifikaten und anderen strukturierten Finanzprodukten an. Investmentfonds mit der Abkürzung MLIIF im Namen werden von der Luxemburger SICAV „Merrill Lynch International Investment Funds“ (MLIIF) aufgelegt, und nicht von Merrill Lynch, sondern deren Beteiligungsgesellschaft BlackRock vertrieben.

## Merrill Lynch in der Schweiz
In der Schweiz bietet die Merrill Lynch Bank (Suisse) S.A. in Genf und Zürich sämtliche Bankdienstleistungen für vermögende Privatkunden an. Darüber hinaus befindet sich ein weiteres Büro in Zürich, das für die Kapitalmarktaktivitäten von Merrill Lynch in der Schweiz verantwortlich ist.
Julius Bär, die führende Private-Banking-Gruppe der Schweiz, hat dem Kauf von Merrill Lynchs „International Wealth Management“-Geschäft (IWM) außerhalb der USA und Japan von Bank of America (BofA) zugestimmt. IWM verwaltete per 30. Juni 2012 Vermögen von USD 84 (CHF 81) Milliarden und verfügte über mehr als 2000 Mitarbeiter einschließlich über 500 Finanzberater. Rund zwei Drittel der von IWM verwalteten Vermögen stammen von Kunden mit Domizil in Wachstumsmärkten in Asien (mehr als die Hälfte), Lateinamerika und dem Mittleren Osten. Die Transaktion, eine Kombination von Übernahmen rechtlicher Einheiten und von Geschäftsaktivitäten, sollte per Ende der zweijährigen Integrationsphase voraussichtlich in zusätzlich verwalteten Vermögen zwischen CHF 57 und 72 Milliarden resultieren, wovon ca. zwei Drittel aus Wachstumsmärkten.